# Tierwanderung

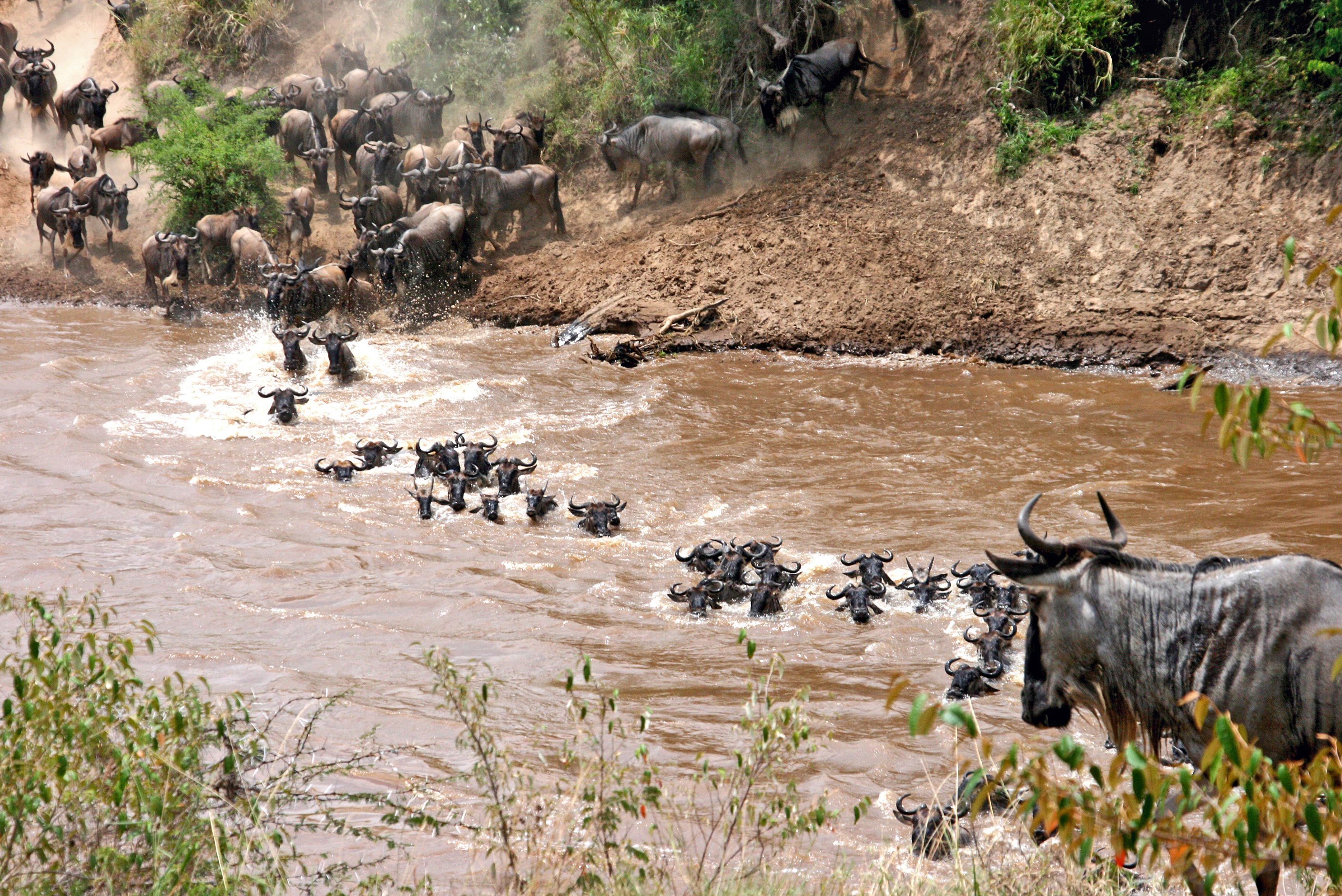
Auf ihrer Wanderung überqueren diese Streifengnus (Connochaetes taurinus) einen Fluss im südöstlichen Afrika

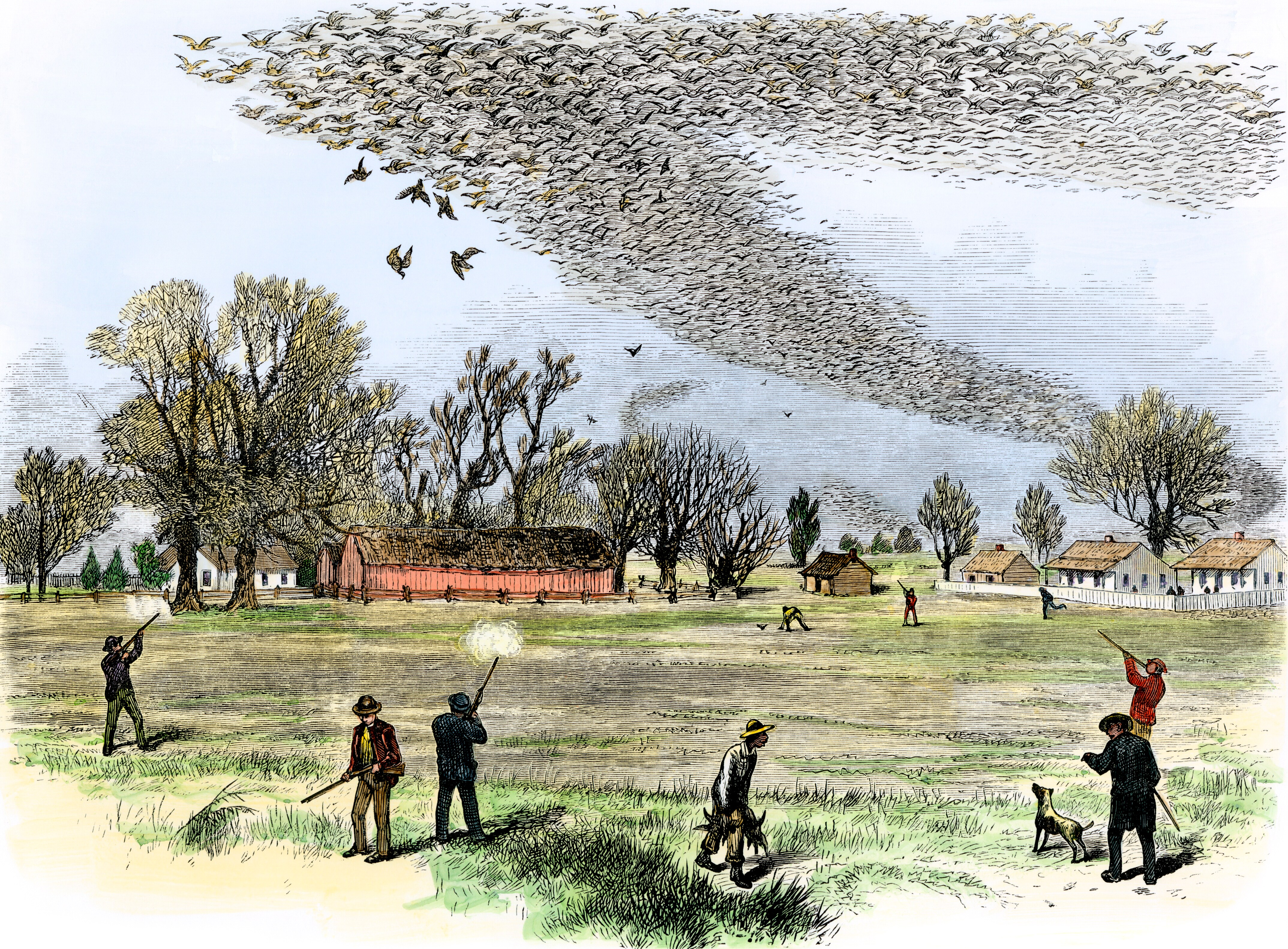
Zeitgenössische Darstellung der Jagd auf ziehende nordamerikanische Wandertauben (Ectopistes migratorius), der bis zur Ausrottung nachgestellt wurde. Mitunter bildeten sich riesige Schwärme aus vielen Millionen Individuen.

Zur Tierwanderung zählen jene Aspekte tierlichen Verhaltens, die in Zusammenhang mit den Bewegungen innerhalb ihres Territoriums oder Habitats sowie den Veränderungen ihres Verbreitungsgebietes stehen:
- Migration, die zeitlich koordinierte, gerichtete, meist periodische Massenbewegung aller oder vieler Individuen einer Art oder einer Population (englisch migratory species)
- Streifen oder Streichen, die Wanderung einzelner Exemplare einer Art oder einer Population

Die beiden Phänomene sind nicht exakt voneinander abzugrenzen, da auch Massenbewegungen aus nicht offenkundig zusammenhängenden Einzelbewegungen bestehen können.

## Grundlagen
Die Routen von Tierwanderungen können sowohl über längere Zeitspannen stabil bleiben, also auf ganz spezifische Regionen begrenzt bleiben, als auch sich relativ schnell auf andere Regionen verlagern, und sind dann als Sonderform der Ausbreitung zu verstehen. Tierwanderungen gibt es bei Arten verschiedener Tierstämme und in vielen zeitlichen Abstufungen (von täglich über einmal im Leben bis zur Erschließung neuer Lebensräume über viele Generationen). Meist erfolgen die Wanderungen aktiv, aber es kommen auch Verschleppungen als teils oder ganz passive Ortsveränderungen vor, etwa durch Luft- oder Wasserströmungen, Transport durch andere Tiere und den Menschen. Insbesondere bei maritimen Lebensformen ist wenig darüber bekannt, welche Wanderungsbewegungen dem regionalen Erscheinen einer Art zugrunde liegen.

## Erfassung

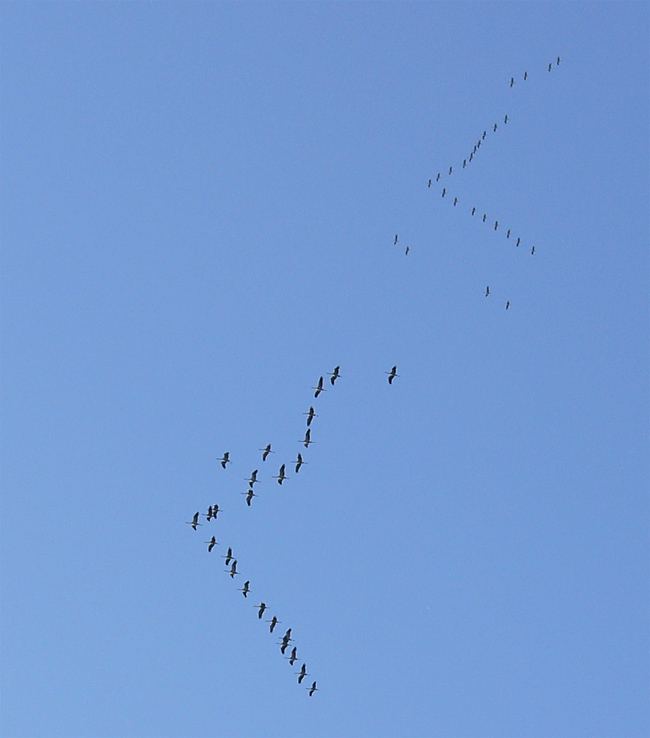
Ziehende Kraniche über Marburg

Tierwanderungen werden von der Zoogeografie bzw. Geozoologie als Teil der Verhaltensbiologie untersucht, mit den Verbreitungsgebieten – den durchwanderten Arealen – befasst sich die Chorologie, mit der zeitlichen Koordination der Tierwanderungen beschäftigt sich die Chronobiologie.
Bisher wurden ca. 4000 Wirbeltierarten als echte Wanderer (true migrants) eingestuft, die Hin- und Rückwanderung ausführen, davon 1000 Fischarten. Insgesamt dürfte es – als grobe Abschätzung – zwischen 5000 und 10000 wandernde Arten geben.
Der Vogelzug ist vergleichsweise gut erforscht, Wanderungen von Säugetieren meist nur für die Großsäuger, die Wanderungen von Fischen aber nur für ökonomisch wichtige Arten im Rahmen des Fischfangs. Wissenslücken gibt es insbesondere bei Fledermäusen, asiatischen Antilopen, Kleinwalen, Fischarten tropischer Flüsse sowie Insekten.
Bei den wasserlebenden Tieren – auch Mikroorganismen – tritt neben der geographischen auch eine Vertikalwanderung innerhalb des Wasserkörpers auf.

## Ursachen
Auch wenn die Bereitschaft zur Wanderung vermutlich häufig genetisch festgelegt ist, kann man doch als konkreten Anstoß zwei Hauptursachen nennen:
- Erstens ein unzureichendes Nahrungsangebot, meist gepaart mit oder aufgrund von ungünstigen Witterungsbedingungen. Der Vogelzug ist dafür ein Beispiel.
- Zweitens die Fortpflanzung. Beispielsweise ziehen ansonsten weit verstreut lebende Tiere häufig zur Paarungszeit zu bestimmten Plätzen. Damit vergrößert sich ihre Chance, einen Partner zu finden.

Tierwanderungen sind zwar häufig und äußerst detailliert beschrieben worden und allseits bekannt, ihre genauen Auslöser, ob Wandertrieb oder konkrete Reaktion auf Umweltbedingungen, und die Orientierungsmechanismen (zum Beispiel der Magnetsinn der Zugvögel) sind allerdings oft noch nicht hinreichend genau erforscht. Als gesichert gilt, dass beim Einsetzen einer Wanderung in der Regel mehrere Faktoren eine Rolle spielen: Tageslängen, Temperaturen, bei Vögeln die Mauser, Zustand der Fettdepots und anderes.
Daneben ist auch der Zusammenhang mit allfälligen Auswirkungen eines Klimawandels Ziel aktueller Forschung.

## Migrierende Spezies

### Marine Vertikalwanderungen
Tierische Planktonorganismen der Weltmeere, zum Beispiel Leuchtgarnelen, befinden sich am Tag oft in einer Wassertiefe von mehreren hundert Metern, um sich vor Fressfeinden optisch besser zu verbergen, während sie sich im Dunkel der Nacht vom pflanzlichen Plankton in der obersten Wasserschicht ernähren. Entsprechend halten sich die planktonfressenden Fische in unterschiedlichen Wassertiefen auf, sowie deren Fressfeinde (überwiegend ebenfalls Fische).
Besonders in den hohen Breiten gibt es auch im jahreszeitlichen Rhythmus Vertikalwanderungen. Die Jungtiere vieler Arten der Ruderfußkrebse sinken im Herbst, wenn mit zunehmender Dunkelheit das aus pflanzlichem Plankton bestehende Nahrungsangebot knapper wird, von der Meeresoberfläche in eine Tiefe von bis zu 3000 Meter. Dort treten sie in eine Art Ruhestadium, um im darauffolgenden Frühjahr wieder an die Oberfläche zu steigen.

### Zieher
Zieher halten sich während verschiedener Jahreszeiten oder unter gewissen klimatischen Bedingungen (Regenzeit/Trockenzeit und Ähnliches) in verschiedenen Regionen auf und legen dabei teils enorme Strecken zurück.
- Zugvögel
  - die Küstenseeschwalbe, deren Brutgebiete zirkumpolar meist nördlicher als 45° N liegen, die jedoch an den südafrikanischen Küsten bis zur Packeiszone der Antarktis überwintert. Sie legt jährlich 30.000 Kilometer zurück.
- Manche Fledermausarten, in Mitteleuropa z. B. der Große Abendsegler, die Rauhautfledermaus und andere Vertreter der Glattnasen.
- Wanderfalter, wie Admiral und Distelfalter in Europa, der Monarchfalter in Nordamerika
- Pflanzenfresser auf der Suche nach Weidegebieten
  - Legendär sind die Wanderungen der nordamerikanischen Bisons
  - In der Serengeti wandern jedes Jahr Zehntausende von Gnus, Gazellen, Zebras und Büffel auf der Suche nach frischem Gras
  - Rentiere sind typische Wanderer: die Alaska-Karibu wandern in etwa 30 Herden mit durchschnittlich etwa 30.000 Tieren bis zu 80 km am Tag und 6.000 km jährlich; das kanadische Karibu wandert in Neufundland saisonal über 2000 km, in einer Richtung in engstem Verband, um sich vor den Sandmücken zu schützen, auf dem Rückweg aber vereinzelt über einen riesigen Landstrich verteilt, um dem – für das Einzeltier meist tödlichen Befall – mit Dasselfliegen zu entgehen.
- Raubtiere auf der Suche nach Beute, die oft deren Wanderungen folgen, wie auch ihre Reviere umgrenzen.
- Maritime Lebewesen:
  - Fischwanderung: Lachse und andere Salmoniden des Nordatlantiks und -pazifiks; Flussaale, die vom Salzwasser der Sargassosee bis in die oberen Flussgebiete zum Atlantik wandern
  - Karettschildkröten
  - die meisten Wale und Delphine. Den Rekord unter den Säugetieren halten die Grauwale im Pazifik, die jährlich von der Beringsee bis zur Küste Mexikos und zurück wandern und dabei etwa 20.000 Kilometer zurücklegen.

### Binnenwanderer
Binnenwanderer verbleiben innerhalb einer (oft größeren) Region. Ihre Wanderungen sind eher kurzstreckig und -zeitlich, von Faktoren der Nahrungsaufnahme und Fortpflanzung geprägt, und oft nur für gewisse Populationen typisch. Manchmal erstrecken sich die Wanderungen jedoch über mehrere Monate und folgen mit großer Regelmäßigkeit dem Zyklus der Jahreszeiten.
- Antilopen der afrikanischen Steppe führen weite Wanderungen über mehrere Landesgrenzen hinweg aus, um an lebenswichtiges Salz zu kommen, das sie in ausgetrockneten Salzseen auflecken. Ähnliches Verhalten ist von gewissen Elefanten- und Zebrapopulationen, südamerikanischen Aras und zahlreichen anderen Tierarten bekannt.
- Wildpferde und Wildesel, Wildkamele und Dromedare ziehen bis zu 40 km pro Tag durch Steppen und Prärien
- Strichvögel suchen Brutgebiete innerhalb einer Region auf
- Wanderfalter:
  - Auf Rhodos sammeln sich im Sommer fast alle Schmetterlinge der Art Euplagia quadripunctaria in einem kleinen Gebiet. Nach der Begattung verteilen sie sich wieder über die Insel und legen ihre Eier ab.
- Planktische Kleinkrebse „ziehen“ tagesperiodisch vertikal. Nachts halten sie sich im nahrungsreichen Oberflächenwasser auf, am Tag sinken sie in tiefere Schichten. Dort finden sie zwar weniger Nahrung, sind aber vor Fressfeinden besser geschützt.

### Teilzieher
Daneben gibt es Teilzieher, bei denen nur ein Teil der Population wandert, insbesondere bei Vögeln (siehe Teilzieher).

### Dauerwanderer
Manche der Zieher sind Dauerwanderer, die nie oder selten länger in einer Region verbleiben.
- Sturmvögel, die fast ihr ganzes Leben auf hoher See verbringen
- Thunfisch, Marline, Hochseehaie, Fächerfisch, Schwertfisch, die Atlantic Highly Migratory Species (HMS)[4], denen kein konkretes Verbreitungsareal innerhalb des Atlantik zugerechnet werden kann
- Schneeleoparden haben zwar ein Revier, dem sie treu sind, streifen darin aber unablässig herum, ohne feste Schlafstellen zu haben, und sind daher sehr schwer aufzuspüren. Ähnliches Verhalten zeigen andere Großkatzen (Tiger, Jaguar)

## Migration und Artenschutz
Das Übereinkommen zur Erhaltung der wandernden wild lebenden Tierarten (Bonner Konvention) von 1983 ist das erste Abkommen, das einen gemeinsamen Schutz erarbeitet für „die Gesamtpopulation oder eine geographisch abgegrenzte Teilpopulation jeder Art oder jedes niedrigeren Taxon wild lebender Tiere, von denen ein bedeutender Anteil zyklisch und vorhersehbar eine oder mehrere nationale Zuständigkeitsgrenzen überquert“.